# Sikorski-Gletscher (Thurston-Insel)
Der Sikorski-Gletscher ist ein kleiner Gletscher im Norden der Thurston-Insel vor der Eights-Küste des westantarktischen Ellsworthlands. Er fließt im nordöstlichen Abschnitt der Noville-Halbinsel in nordöstlicher Richtung zwischen Mount Palmer und Mount Feury zur Bellingshausen-See.
Eine erste grobe Positionsbestimmung des Gletschers erfolgte anhand von Luftaufnahmen der United States Navy, die bei der Operation Highjump (1946–1947) entstanden. Das Advisory Committee on Antarctic Names benannte ihn 1960 nach Stephen Sikorski, Elektrotechniker an Bord des Eisbrechers USS Glacier und beteiligt an der Errichtung einer Wetterstation auf der Thurston-Insel bei der Forschungsfahrt der US Navy in die Bellingshausen-See im Februar 1960.